# Antje Möldnerová-Schmidtová
Antje Möldnerová-Schmidtová, rozená Antje Schmidtová (* 13. června 1984 Babelsberg, Braniborsko) je německá atletka, běžkyně, která se specializuje na střední tratě.

## Sportovní kariéra

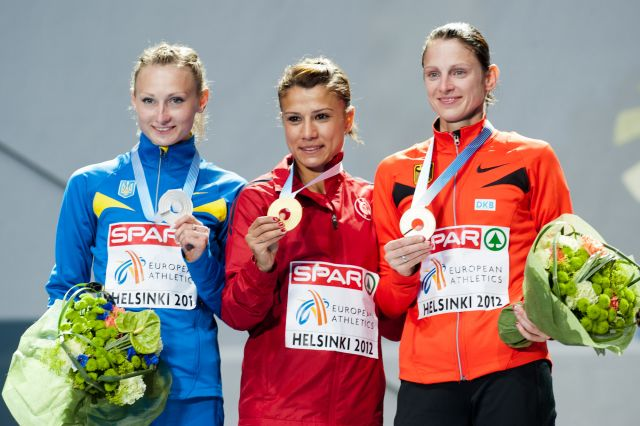
Antje Möldnerová-Schmidtová na stupních vítězů

Na halovém ME 2005 v Madridu doběhla ve finále běhu na 1500 metrů na 6. místě. V témže roce vybojovala na evropském šampionátu do 23 let v Erfurtu bronzovou medaili v závodě na 1500 metrů (4:16,34). V roce 2006 doběhla na evropském halovém poháru ve francouzském Liévinu v závodě na 3000 metrů na 2. místě a pomohla Němkám k celkovému 5. místu.
Od roku 2008 se začíná specializovat na trať 3000 metrů s překážkami. Ve stejném roce reprezentovala na Letních olympijských hrách v Pekingu, kde na této trati zaběhla časem 9:29,86 nový německý rekord. Postup do finále ji však těsně unikl, když obsadila celkové 18. místo. Na Mistrovství světa v atletice 2009 v Berlíně se probojovala do finále. V něm vylepšila hodnotu národního rekordu na 9:18,54, což stačilo na konečné 9. místo. V roce 2010 se na atletických oválech z důvodu zdravotních komplikací s mízními uzlinami neobjevila.
V roce 2011 absolvovala jediný závod v rámci domácího šampionátu v Kasselu, kde steeplechase dokončila v čase 10:28,74 na 4. místě. Úspěch přišel o rok později na ME v atletice v Helsinkách, kde vybojovala bronzovou medaili v běhu na 3000 m překážek (9:36,37). Na vítězku běhu, Gülcan Mıngırovou z Turecka ztratila necelé čtyři sekundy. Na Letních olympijských hrách 2012 v Londýně skončila ve finále na 7. místě a celkově jako druhá nejlepší běžkyně z Evropy. Olympijské zlato vybojovala Julija Zaripovová z Ruska, jež zvítězila v čase 9:06,72.